# 今井陽菜
今井 陽菜（いまい はるな、2003年6月8日 - ）は、関西学院大学に在学する日本の女子大生タレント。「FRESH CAMPUS CONTEST 2022」ファイナリスト。「ミス・ミスター関西学院2023」グランプリ。「オールナイトフジコ」（フジテレビ）に「フジコーズ」としてレギュラー出演（学生番号3番）。

## 来歴
帝塚山学院高校卒業。
小学5年生から高校3年生までの8年間、堺少女歌劇団に所属し、ミュージカル女優として経験を積み、「継続力」を身につける。
2023年4月15日（14日深夜）からフジテレビ系列で生放送されているバラエティ番組「オールナイトフジコ」で番組内の現役女子大生によるユニット「フジコーズ」として活動中。
「オールナイトフジコ」の番組内で20歳の誕生日を祝われた際に実家にサプライズ訪問していたイジリー岡田に私物を舐められた。
2023年6月6日発売の写真週刊誌「FLASH」にて「オールナイトフジコ」の番組内でじゃんけんにて選ばれた雨宮凜々子・笠野咲藍・友恵温香・和智日菜子と共に初の水着グラビアを披露した。
フジコーズが出演した「TOKYO IDOL FESTIVAL 2023」で純情のアフィリアとのコラボステージで同じくフジコーズの安藤令奈・鈴木心緒と共にAKB48の「ヘビーローテーション」を披露した。
2023年7月17日、「ミス・ミスターキャンバス関西学院2023」にエントリーしている事を公表。その後、予選を勝ち抜き、見事グランプリを獲得した。

## 人物
- 愛称はなっぴ
- 趣味は、カフェ巡り・ダンス・1人ショッピング・ドラマ鑑賞
- 特技は、どこでも踊れること
- 将来はアナウンサー志望で、憧れのアナウンサーは永島優美
- 好きな食べ物はフルーツ・ラーメン・スープ
- 中学時代はバトントワリング部、高校時代は放送部に所属していた。
- ミスコン出場時のキャッチコピーは『いつでもポジティブ！　陽だまりガール』

## 出演

### テレビ
- オールナイトフジコ（2023年4月15日 - 、フジテレビ） - フジコーズとして
- 2023 FNS歌謡祭 第2夜（2023年12月13日、フジテレビ） - フジコーズとして
- イマドキめくる!?（2024年2月23日、3月29日、MBSテレビ）[6]

### イベント
- マイナビTOKYO GIRLS COLLECTION 2024 SPRING/SUMMER（2024年3月2日、代々木第一体育館）
- AGESTOCK2024（2024年3月3日、代々木第一体育館）
- 富士SUPER TEC 24時間レース（2024年5月25日、富士スピードウェイ）

## その他の活動
- 選挙のウグイス嬢